# Screen tearing

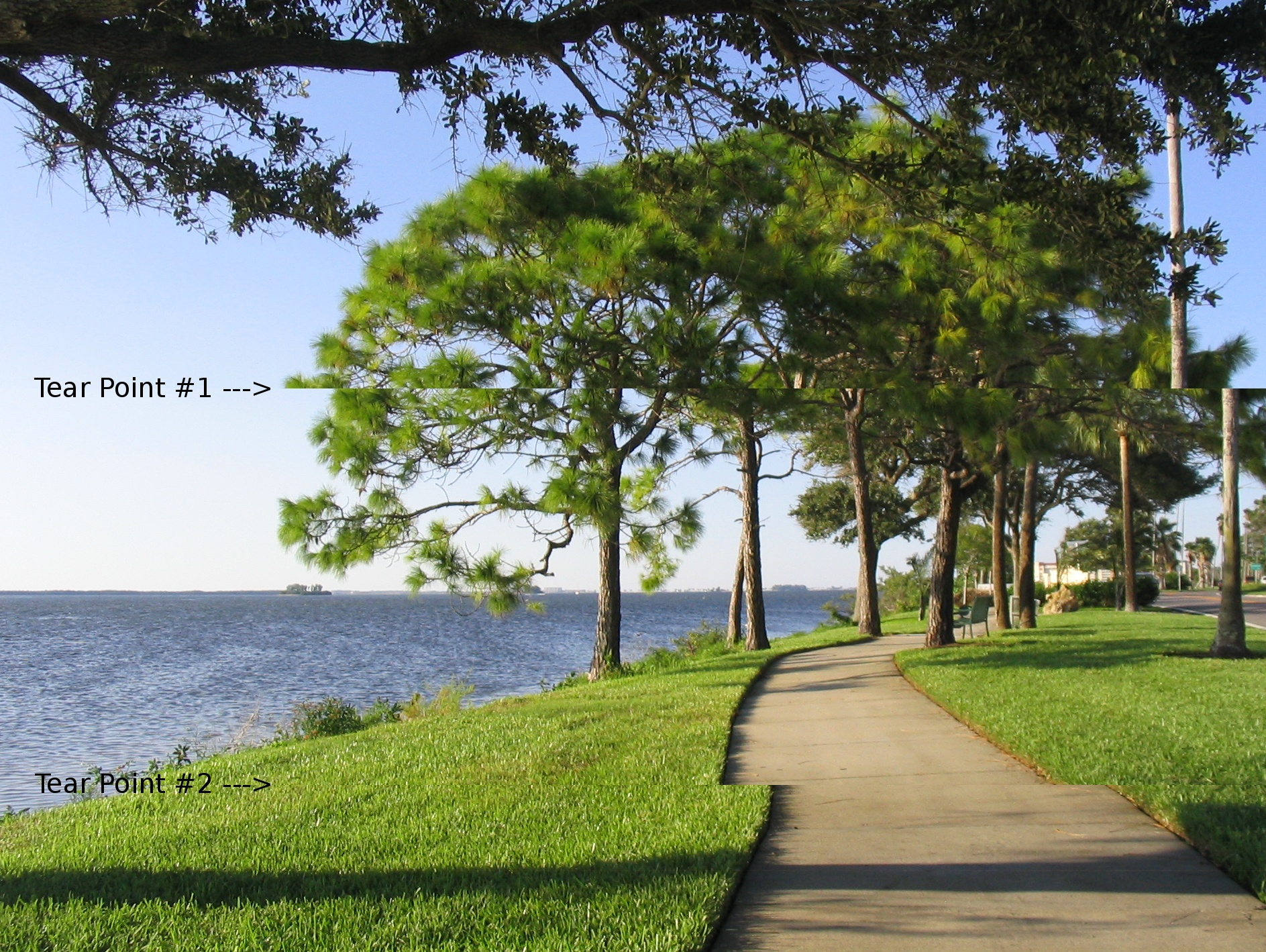
Ett exempel på hur "screen tearing" kan se ut (se hur vägen och trädet till höger skär sig)

Screen tearing är en visuell felaktighet inom videoteknik där en bildskärm visar information från två eller flera bildrutor på en och samma gång.
Detta uppstår när videomatningen till en enhet inte är i synk med enhetens uppdateringsfrekvens. Det kan bero på att uppdateringsfrekvenserna inte överensstämmer med varandra – i så fall förflyttas brytningslinjen alltefter att fasskillnaden ändras (med hastigheten proportionellt mot skillnaden i bildfrekvensen). Det kan även uppstå när två bildfrekvenser är osynkroniserade, då brytningslinjen ligger på en plats som motsvarar fasskillnaden. I videorörelser skapar screen tearing en brytande effekt där en del kanter på föremål (exempelvis väggar eller träd) inte överensstämmer med varandra.
Detta kan  förekomma med de mest vanligaste skärmarna och videokorten, och syns mestadels vid horisontala rörelser, som långsamma kamerapanoreringar i en film eller klassiska datorspel.
Screen tearing syns inte lika mycket när fler än två bildrutor slutar renderas under samma uppdateringsintervall, eftersom detta innebär att skärmen har flera smalare brytningar istället för en enda stor brytning.